# José Clavijo y Fajardo
Pour les articles homonymes, voir Clavijo (homonymie) et Fajardo.
José Clavijo y Fajardo (Teguise, Lanzarote, 1726-1806) est un écrivain espagnol.

## Biographie
Vice-directeur du cabinet d'histoire naturelle de Madrid, traducteur de Buffon (1707-1788) et journaliste, José Clavijo y Fajardo eut à Madrid une liaison avec une sœur de Pierre-Augustin Caron de Beaumarchais. S'ensuivit entre les deux hommes une affaire d'honneur qui fit grand bruit. Il mourut en 1806. Cette mésaventure fut l'objet de la pièce Clavigo de Goethe en 1774, puis mise en ballet par Roland Petit en 1999 par le Ballet de l'opéra de Paris.

### Sources
Cet article comprend des extraits du Dictionnaire Bouillet. Il est possible de supprimer cette indication, si le texte reflète le savoir actuel sur ce thème, si les sources sont citées, s'il satisfait aux exigences linguistiques actuelles et s'il ne contient pas de propos qui vont à l'encontre des règles de neutralité de Wikipédia.